# Mike Reno

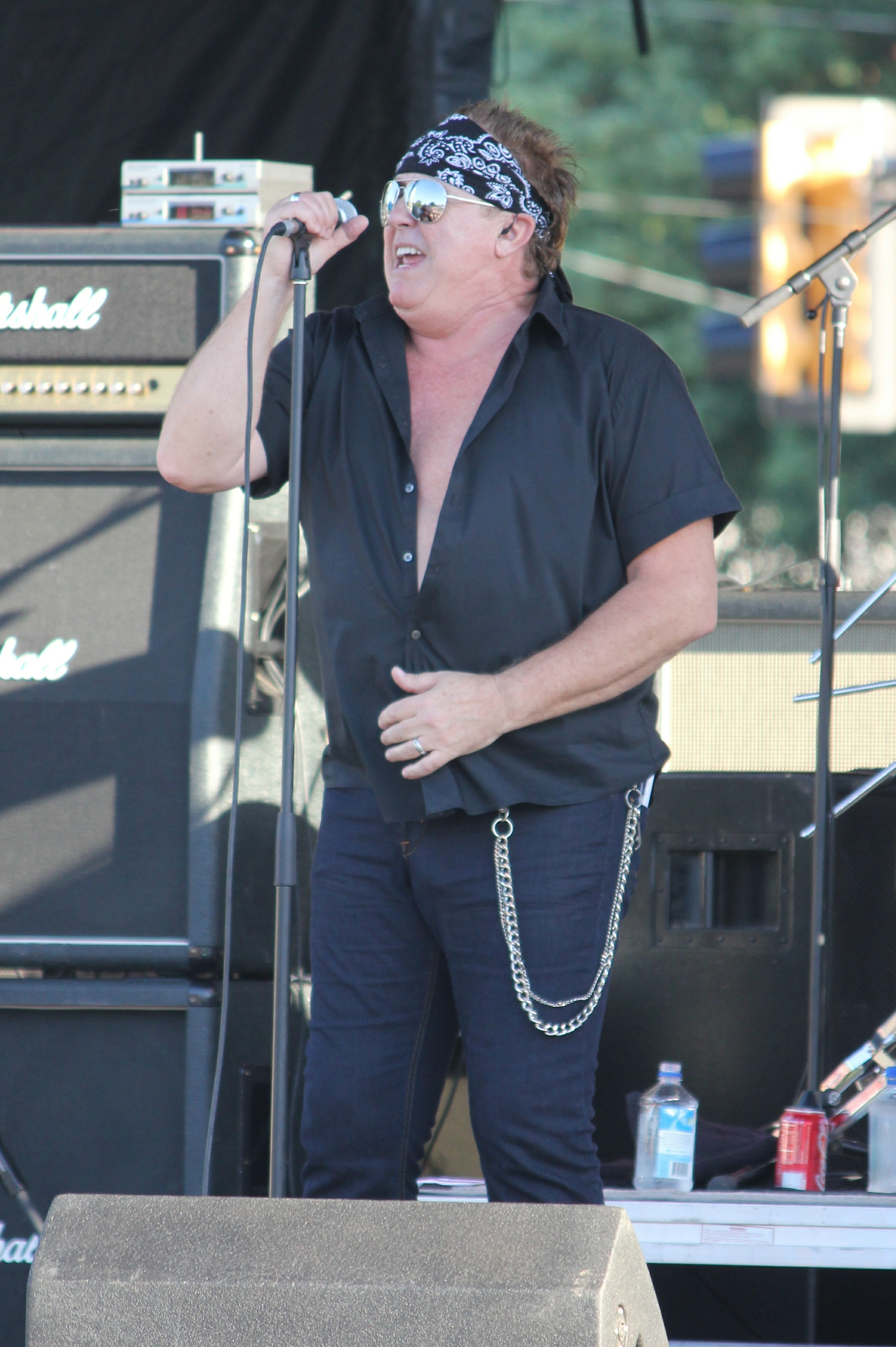
Mike Reno in Omaha 2013

Mike Reno (* 8. Januar 1955 in New Westminster, British Columbia, als Joseph Michael Rynoski geboren) ist ein kanadischer Musiker, Sänger und Leadsänger der Rockband Loverboy.

## Werdegang
Mike Reno begann im Alter von 12 Jahren mit dem Schlagzeugspielen und brachte sich auch selbst das Gitarrespielen bei. Nach eigener Aussage lernte er während der Schulzeit im Chor „einiges über das Strukturieren von Harmonien und Dingen“ und spielte schon mit 13 Jahren Schlagzeug in der Band seines Bruders namens The Blue Web. Bis in die frühen 1970er Jahre, war er auch in Schülerbands bzw. Coverbands wie Morning Glory und Synergy aktiv, später dann auch zusammen mit Gitarrist Jack Stoltz bei Spunk.
Nach seinem Abitur an der Penticton Secondary School zog er nach Calgary und versuchte seinen Gesang und sein Songwriting weiter zu verbessern, während er in weiteren Bands mitwirkte – 1976 beispielsweise als Sänger bei der kanadischen Band Hammersmith.
1978 ersetzte er den Leadsänger der Band Moxy aus Toronto und sang auf deren viertem Album Under the Lights. Das Album verkaufte sich nicht gut, was bandinternen Veränderungen, aber auch Renos Gesangsstil zugeschrieben wurde und so blieb diese Zusammenarbeit nur von kurzer Dauer.
Anschließend kehrte Reno nach Vancouver zurück und spielte dort als Schlagzeuger für eine neue Band unter der Leitung des ehemaligen Streetheart-Gitarristen Paul Dean vor. Dean machte ihn aber zum Leadsänger und formierte so die Band Loverboy. Hinzu kamen noch der Keyboarder Doug Johnson, der Bassist Scott Smith und der Schlagzeuger Matthew Frenette, der ebenfalls mit Paul Dean bei Streetheart gespielt hatte. Loverboy veröffentlichten 1980 ihr gleichnamiges Debütalbum und waren bis Mitte der 1980er Jahre eine der meistverkauften Rockbands dieser Zeit. Reno hat von Anfang an aktiv am Songwriting der Band mitgewirkt und ist auch bei den bekanntesten Songs der Band wie Turn Me Loose, Working for the Weekend, When It's Over, oder This Could Be the Night als Texter aufgeführt. Bei den Juno Awards 2009 wurde Reno als Mitglied von Loverboy in die Canadian Music Hall of Fame aufgenommen. Reno ist auch heute noch bei Loverboy aktiv.
Ab Mitte der 1980er Jahre wirkte Reno auch an verschiedenen Filmmusiken mit. Im Jahr 2004 veröffentlichte Reno sein erstes Soloalbum mit dem Titel Renovation.
Mike Renos Sohn Alex wurde 1988 geboren und stammt aus erster Ehe.

## Diskografie (Auswahl)

### Alben (Solo)
- Renovation (2002)[5]

### Alben mit Moxy
- Under the Lights (1978)[12]

### Alben mit Loverboy
- 03.1980: Loverboy (US #13)
- 10.1981: Get Lucky (US #7)
- 06.1983: Keep it Up (US #7)
- 08.1985: Lovin' Every Minute of it (US #13)
- 09.1987: Wildside (US #42)
- 12.1997: Six
- 11.2007: Just Getting Started
- 08.2012: Rock 'n' Roll Revival (drei neue Songs, sowie neun neu aufgenommene Loverboy-Klassiker)
- 06.2014: Unfinished Business

### Alben mit Just-If-I
- All One People (1993)[13]

### Songs
| Jahr | Song                     | Text / Musik                                 | Soundtrack / Album                 | Anmerkung            |
| ---- | ------------------------ | -------------------------------------------- | ---------------------------------- | -------------------- |
| 1984 | Almost Paradise          | Dean Pitchford; Eric Carmen                  | Footloose                          | Duett mit Ann Wilson |
| 1986 | Heaven in your Eyes      | John Dexter; Paul Dean; Mike Reno; Mae Moore | Top Gun                            | mit Loverboy         |
| 1988 | Chasing the Angels       | John Lewis Parker; Bruce Fairbairn           | Der stählerne Adler II             | Solo                 |
| 1989 | Whenever there's a Night | John William Dexter; Tom Whitlock            | Dream a Little Dream               | Solo                 |
| 1990 | All I Ever Needed        | David Foster; Mike Reno                      | River of Love (David Foster Album) | nur als Texter       |